# نامعتبر بودن دادگاه جنتیلها
نامعتبربودن دادگاه جنتیلها (عبری:ערכאות של גויים) اصطلاحی در تلمود است که به نامعتبربودن دادگاه جنتیلها برای قضاوت در مورد یهودیان اشاره دارد. بر اساس شرع یهودی، یهودیان باید مسائل خود را در دادگاه شرعی یهودی زیر نظر قوانین تورات حل کنند. از این رو حضور یهودیان در دادگاه غیریهودیان (جنتیلها) از نظر شرعی حرام است. شرع یهودی اجازه حضور یهودیان در دادگاه غیریهودیان (جنتیلها) را در موارد خاصی می‌دهد ولیکن این موارد باید توسط حاکم شرعی یهودی تأیید شوند.

## منبع ممنوعیت
منبع ممنوعیت از بخش گیتین در تلمود به شرح زیر است:
فردی که از این قانون تخطی کند بر اساس تلمود دچار ممنوعیت معاشرت یا چرم خواهد شد.

## استثناءها
اگر یک جنتیل از یک یهودی دزدی کند و تنها راه پس گرفتن پول یهودی از جنتیل حضور در دادگاه جنتیلها باشد بر اساس نظر بیشتر ربیها حضور یهودی در دادگاه جنتیل مجاز است. همچنین در صورتی که یک یهودی از دین خارج شده حاضر به حضور در دادگاه شرعی یهودی نباشد خواهان می‌تواند از دادگاه شرعی یهودی درخواست حضور در دادگاه جنتیلها کند.

## در کشور اسرائیل
کشور اسرائیل امروزی دارای دادگاه‌هایی است که بر اساس قانون تورات عمل نمی‌کنند ولیکن قاضی و تمامی کارکنان دادگاه یهودی هستند. سئوال شرعی در این مورد این است که آیا این دادگاه‌ها بر اساس قانون تلمود مجاز یا ممنوع هستند. در مورد شرعی بودن این دادگاه‌ها در بین ربیهای مختلف اختلاف وجود دارد. بعضی اعتقاد دارند در نبود دادگاه شرعی صحیح، حضور در دادگاه‌هایی که توسط یهودیان اداره می‌شود صحیح است؛ ولیکن بعضی ربیهای دیگر اعتقاد دارند که چون این دادگاه‌ها بر اساس قانونهای تورات نیستند دارای حکم شرعی نیستند.